# 竹園家 (男爵家)
竹園家（たけぞのけ）は、藤原北家甘露寺家庶流にあたる華族の男爵家。いわゆる「奈良華族」の一家。

## 歴史
甘露寺家当主甘露寺愛長の三男用長は、弘化元年（1844年）に奈良興福寺に入れられ宝掌院住職となったが、明治元年（1868年）に勅命により復飾を許され、翌2年3月に堂上格を与えられて一家を起こして12月に竹園を家号とした。家禄は50石。
明治8年3月に華族に列せられた。
明治9年の金禄公債証書発行条例に基づき家禄と引き換えに支給された金禄公債の額は、2457円1銭7厘（華族受給者中452位）。
明治12年6月12日に愛長が死去し、その子康長が家督相続。明治前期に康長の住居は、東京府麹町区有楽町にあった。
明治17年（1884年）7月7日の華族令施行で華族が五爵制になると、翌8日に康長が男爵に叙された。
しかし経済的に困窮し、明治32年8月14日に爵位を返上した。